# Sakahogi
Sakahogi (坂祝町?) è una cittadina giapponese della prefettura di Gifu.

## Amministrazione

### Patto di amicizia
- Maranello, dal 2012